# 豐禾區
豐禾區，是四川省鄰水縣下轄的一個區級行政單位。

## 沿革[1]
- 1950年2月，縣人民政府決定將九龍區人民政府所轄的豐禾、復盛、雙河、袁市4個鄉和石永區人民政府所轄的荊坪、柳塘、八耳3個鄉劃出。新建豐禾區人民政府。駐地設在豐禾鄉花市大灣。7月，豐禾區人民政府改稱第四區公所，下轄豐禾、複盛、雙河、八耳4個鄉。1951年6月9日第四區改為第七區。1952年8月，第七區公所改稱第八區公所。1953年2月，第八區公所增轄大屋鄉。9月，增置永興、五童、龍門、罐子4個鄉。1954年6月，又增置建鹿鄉。1956年1月，第八區公所稱豐禾區公所，下轄豐禾、長灘、大石、雙河、八耳、複盛、建鹿、罐子8鄉(1958年9月後稱人民公社)。1961年4月，縣委決定雙河人民公社劃歸新置的袁市區公所管轄。1966年5月「文革」開始後。豐禾區公所工作受到干擾。1967年上海「一月風暴」後，區公所無法堅持工作，處於半癱瘓狀態。3月，在區人武部主持下，建立了豐禾區生產辦公室，代行區公所職能。「文革」時期，豐禾區公所工作受到干擾，其職能被區生產辦公室代替。1969年12月29日，經達縣地革委批准，豐禾區革命領導小組成立，實行「一元化」領導。「文化大革命」剛結束時，各項工作還未完全理順，豐禾區革組仍然履行著行政領導職能。1978年5月31日，經地委批准，撤銷豐禾區革組，建立豐禾區公所．並任命了正、副區長。